# Glaphyropyga dryas
Glaphyropyga dryas is een vliegensoort uit de familie van de roofvliegen (Asilidae). De wetenschappelijke naam van de soort is voor het eerst geldig gepubliceerd in 1982 door Fisher in Fisher & Hespenheide.